# Klasa okręgowa (grupa siedlecka)
Klasa okręgowa (grupa siedlecka) – jedna z sześciu grup klasy okręgowej na terenie województwa mazowieckiego. Stanowi ona obecnie VII szczebel rozgrywkowy. Zwycięzca rozgrywek uzyskuje awans do V ligi, natomiast najsłabsze zespoły relegowane są do klasy A. Do 2022 roku był to VI szczebel rozgrywkowy, jednak wraz z utworzeniem V ligi na terenie woj. mazowieckiego, stała się VII poziomem rozgrywkowym.

## Rozgrywki seniorów

### Klasa okręgowa (5. liga)
Tabela sezonu 2007/2008:
1. Mazovia Mińsk Mazowiecki (awans do nowej IV ligi)
2. ŁKS Łochów
3. GULKS Naprzód Skórzec
4. Czarni Węgrów
5. Korona Olszyc
6. Jutrzenka/Tęcza Cegłów
7. Sęp Żelechów
8. Hutnik Huta Czechy
9. Orzeł Unin
10. MKS Małkinia (Małkinia Górna)
11. Victoria Kałuszyn
12. Orzeł Łosice
13. Tęcza Stanisławów
14. Tygrys Huta Mińska
15. Orzeł Parysów
16. Burza Pilawa

### A Klasa (6. liga)
Tabela sezonu 2007/2008:
1. Wilga Miastków
2. Tajfun Jartypory
3. Podlasie II Sokołów Podlaski
4. Zorza Sterdyń
5. Sokół Kołbiel
6. LKS Ostrówek
7. Jabłonianka Jabłonna Lacka
8. LZS Grodzisk Krzymosze
9. Błękitni Stoczek
10. Strzelec Chodów
11. Wektra Dziewule
12. Płomień Dębe Wielkie
13. Wisła Maciejowice
14. Nojszewianka Nojszew

### B Klasa (7. liga)
Tabela po rundzie jesiennej sezonu 2007/2008:
1. Mazowsze Siedlce
2. Polonez Mordy
3. LUKS Rzakta/Zamienie
4. Rywal Ruchna
5. Naprzód II Skórzec
6. Miedzanka Miedzna
7. Liwia Łochów
8. Jutrzenka Junior Cegłów
9. Kosovia Kosów Lacki
10. LZS Starawieś
11. Laskar Laski
12. Olimpia Latowicz

W rozgrywkach brały też udział drużyny Watra II Mrozy i Pogoń II Siedlce, jednak wycofały się przed końcem sezonu.

## Rozgrywki młodzieżowe
W sezonie 2014-2015 prowadzono następujące rozgrywki:
- Juniorzy Starsi u-19:

1.Pogoń Siedlce
2.KS Livia Liw
3.Podlasie Sokołów Podlaski
4.Płomień Dębe Wielkie
5.LKS Ostrówek
6.MKS Małkinia
7.Wicher Sadowne
8.Orzeł Łosice
- Juniorzy Młodsi u-17:

1.UKS "1" Węgrów
2.Tygrys Huta Mińska
3.Zryw Sobolew
4.Sęp Żelechów
5.Hutnik Huta Czechy
6.Watra Mrozy
7.Grodzisk Krzymosze
8.Nojszewianka dobre